# NGC 6300
NGC 6300 (również PGC 60001) – galaktyka spiralna z poprzeczką (SBb), znajdująca się w gwiazdozbiorze Ołtarza. Odkrył ją James Dunlop 30 czerwca 1826 roku. Należy do galaktyk Seyferta typu 2. Znajduje się w odległości około 45 milionów lat świetlnych od Ziemi. W jej centrum znajduje się supermasywna czarna dziura o masie szacowanej na około 300 tys. mas Słońca.